# 千年狐ヨウビ
『千年狐ヨウビ』（せんねんぎつねヨウビ、原題：천년여우 여우비）は、韓国の劇場アニメ作品。2007年1月25日公開。監督はイ・ソンガン。
3年の月日をかけ、日本円で約3億2000万円の費用で製作された長編アニメーション映画。

## あらすじ
山奥に住む九尾狐の少女ヨウビ。彼女のもとにヨヨという宇宙人がやってくる。それから100年、人でいうと10歳になったヨウビが、人間の世界で繰り広げる冒険ファンタジー。

## 登場人物
ヨウビ（여우비）
声 - ソン・イェジン
ファン・グミ（황금이）
声 - リュ・ドクファン
カン先生（강선생）
声 - コン・ヒョンジン
影探偵（그림자 탐정）
声 - キム・ソヒョン

## スタッフ
- 製作 - オ・ミンホ、カン・ハンヨン
- 監督・脚本 - イ・ソンガン
- 絵コンテ - カン・ウォンヨン、リュ・ジョンウ、パク・ソンギ、パク・ジヨン、イ・ジュソク
- キャラクターデザイン - チョ・ヘスン、パク・ヒョンドン
- 作画監督 - クォン・オヒョン
- 美術監督 - チョ・ヘスン
- 美術 - キム・ソンジョン、キム・ウンスク、オ・ドンウク、イ・ソンヒ、イム・ジェフン、キム・ヘミ、チョ・ヨンジュ、ソン・オムジ、イ・スンウォン、リュ・ソジョン、ペ・ホンギョン、キム・サンス
- 色彩設計 - ミン・ヨンア
- 撮影監督 - キム・ソンシク、イ・ソクボム
- 3Dスーパーバイザー - キム・ミンホ
- 音楽 - ヤン・バンオン
- ラインプロデューサー - イ・ドンジュ、チェ・ドヨン、カン・ジュンウォン
- 協力プロデューサー - チャ・スジョン
- プロデューサー - イ・ヘウォン
- アニメーション制作 - SUNWOOエンターテインメント
- 製作 - イエローフィルム、SUNWOOエンターテインメント
- 上映時間 - 85分

## 主題歌
エンディングテーマ「記憶するよ」
作詞 - イ・ジョンヨン / 作曲 - ヤン・バンオン / 歌 - イ・ヒョンス